# Narcís Camós
Narcís Camós (Girona, 1621 — Barcelona, 1664), va ser un religiós i escriptor del convent de sant Domènec de Girona i santa Caterina de Barcelona.

## Obra
- Jardín de María, plantado en el Principado de Cataluña, (...) que como plantas divinas descubrió en él milagrosament el cielo, y adornado con muchos templos, y capillas dedicadas a su sabrosíssimo nombre. Barcelona: Jayme Plantada, 1657
- Jardín de María, plantado en el Principado de Catalunya. 2ª ed. Girona: Josep Bró, 1772. Extracte a https://books.google.cat/books?id=8oYJw6mAhmwC&pg=RA1-PA21&hl=ca&source=gbs_selected_pages&cad=2#v=onepage&q&f=false

- Jardín de María, plantado en el Principado de Catalunya. Barcelona: Orbis,1949. Nota proemial d'Eduard Junyent.

- Jardín de María, plantado en el Principado de Catalunya. (Edició facsímil dels capítols del bisbat d'Urgell). Tremp: Garniseu, 1992. Pròleg de Jordi Abella i Pons.
- Jardín de María, plantado en el Principado de Catalunya. (Edició dels capítols del l'arquebisbat de Tarragona). Tarragona: 1999.
- Jardín de María, plantado en el Principado de Catalunya. (Edició facsímil dels capítols del bisbat de Girona) Girona: Diputació de Girona, 2008. Pròleg d'Àngel Rodríguez i Pep Vila.
- Compendio de la vida y costumbres del venerable Fray Dalmacio Ciurana, Girona, Jeroni Palol,1690.
- Compendio de la vida y costumbres del venerable Fray Dalmacio Ciurana, 2ª ed. Girona, Manuel Llach,1891